# Stelis aprica
Stelis aprica là một loài thực vật có hoa trong họ Lan. Loài này được Lindl. miêu tả khoa học đầu tiên năm 1837.

## Hình ảnh

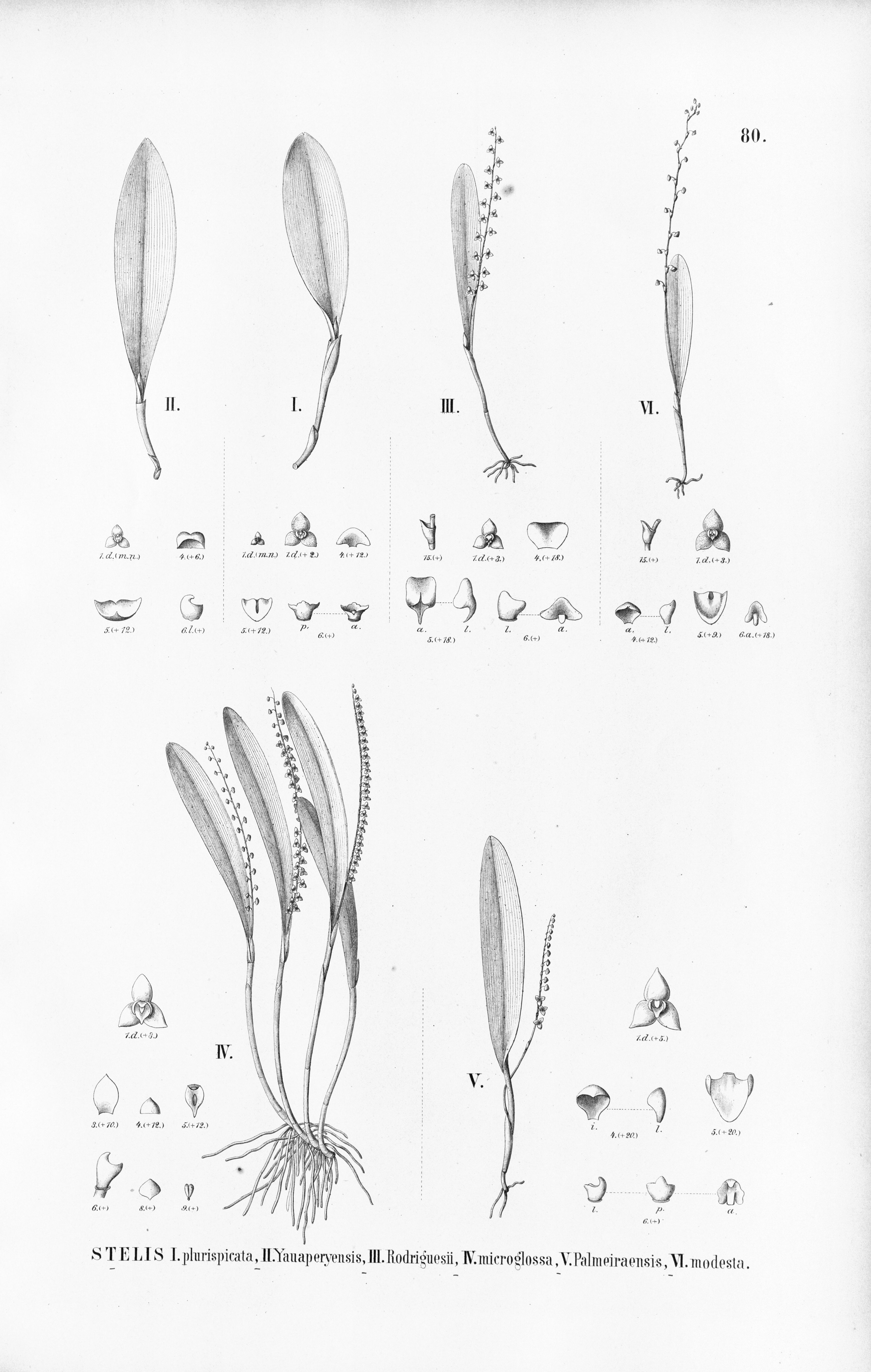